# Brooks Beach
Brooks Beach – plaża (beach) w kanadyjskiej prowincji Nowa Szkocja, w hrabstwie Digby, na północ od miejscowości Weymouth (44°27′54″N, 65°59′26″W); nazwa urzędowo zatwierdzona 28 listopada 1974.